# 懷爾森林 (英國國會選區)

選區在伍斯特郡的位置

懷爾森林（英語：Wyre Forest），英國國會一郡選區，位於伍斯特郡北部懷爾森林區。
自1983年創設以來一直支持保守黨，但在1997年後先後由工黨和地方小黨的候選人當選，直到2010年大選中，當區議員理查·泰勒被保守黨的馬克·加尼爾以36.9%選票擊敗。